# Ocotea sulcata
Ocotea sulcata là loài thực vật có hoa trong họ Nguyệt quế. Loài này được Vattimo-Gil miêu tả khoa học đầu tiên năm 1956.